# Товарищ Икс
«Товарищ Икс» (англ. Comrade X) — американская чёрно-белая шпионская романтическая кинокомедия 1940 года.

## Сюжет
СССР, 1940 год. Американский журналист МакКинли Б. «Мак» Томпсон пишет для своей газеты нелестные истории и Советской России, подписываясь псевдонимом «Товарищ Икс». Его раскрывает камердинер Ваня. Он шантажирует Томпсона, заставляя его пообещать вывезти из страны свою дочь Федо́ру. Девушка соглашается на фиктивный брак, и теперь она сможет «распространять информацию о преимуществах коммунизма по всему миру». Однако в дело вмешивается комиссар Васильев, который полон решимости разоблачить и арестовать этого «Товарища Икс».
С течением времени Федо́ра по-настоящему влюбляется в американского журналиста и признаёт «порочное лицемерие коммунизма».

## В ролях
В порядке указания в титрах
- Кларк Гейбл — МакКинли Б. «Мак» Томпсон, журналист
- Хеди Ламарр — Федо́ра Яхупиц (Голубка, Лизочка), трамвайный кондуктор
- Оскар Хомолка — комиссар Васильев
- Феликс Брессар — Ваня, камердинер Томпсона / Игорь Яхупиц
- Ив Арден — Джейн Уилсон
- Зиг Руман — Эмиль фон Хофер
- Наташа Лайтесс[1] — Ольга Миланова
- Владимир Соколов — Михаил Бастаков
- Эдгар Барье[англ.] — Рубик, помощник комиссара
- Жорж Ренавент[англ.] — Лазло, представитель мировой прессы
- Михаил Разумный — русский офицер, производящий арест

В титрах не указаны
- Уильям Бэйли[англ.] — пресс-корреспондент
- Эрик Мэйн[англ.] — пресс-корреспондент
- Ларри Стирс[англ.] — пресс-корреспондент
- Мэттью Болтон[англ.] — представитель британской прессы
- Кей Люк — представитель китайской прессы
- Леон Беласко — товарищ Баронов, управляющий гостиницы
- Майкл Марк[англ.] — Горонов, коридорный
- Свен Хьюго Борг[англ.] — пассажир трамвая

## Производство и показ
Съёмки фильма начались в августе 1940 года, его премьера состоялась 13 декабря того же года.
Для того, чтобы заставить управляющего гостиницы выгнать немецкого репортёра из своего номера, МакКинли Томпсон говорит ему, что «Германия только что вторглась в Россию» и «немецкие танки вкатились на Украину». Через полгода после премьеры ленты немцы вторглись в СССР (в том числе через Украину).
Многие довоенные американские фильмы, особенно такие как «Товарищ Икс» и «Ниночка», изображали СССР отсталым, унылым, депрессивным и тоталитарным государством. Однако после того как США вступили в войну на стороне СССР (в декабре 1941 года), голливудские картины стали немедленно показывать русских храбрыми, благородными воинами-освободителями. Именно из-за негативного образа СССР в этой ленте Великобритания не стала приобретать права на показ «Товарища Икс» в своих кинотеатрах.
Фильм получил отдельное признание критиков за сцену, в которой персонажи в исполнении Хеди Ламарр и Наташи Лайтесс устраивают между собой «драку с выдёргиванием волос» за внимание репортёра Томпсона (роль исполнил Кларк Гейбл).
Бюджет фильма составил 920 000 долларов (ок. 19,8 млн долларов в ценах марта 2023 года), сборы — 2 079 000 долларов (ок. 44,8 млн долларов в ценах марта 2023 года).
В 1941 году фильм был номинирован на «Оскар» в категории «Лучший литературный первоисточник», но проиграл картине «Воскресни, любовь моя».
В феврале 2020 года лента 80-летней давности была показана на 70-м Берлинском международном кинофестивале в рамках ретроспективы, посвящённой карьере Кинга Видора.